# Souřadnicový zápis tenzorových veličin
Souřadnicový zápis tenzorových veličin je způsob zápisu vektorů, tenzorů a obecněji tenzorových polí pomocí jejich složek v dané soustavě souřadnic. Při takovém způsobu zápisu předpokládáme, že souřadnicove jsou pevně dány a píšeme jen složky tenzorů vůči této soustavě souřadnic. Tento formalismus se využívá především v teorii relativity (např. ) a v diferenciální geometrii.
Mnohé důležité tenzorové identity vyskytující se ve fyzice mají vlastnost, že zápis identity vypadá ve všech soustavách souřadnic stejně. Tato vlastnost se nazývá invariance. Podobně můžeme mluvit o invariantních diferenciálních operátorech, pokud se v identitě vyskytuje diferencování a zápis rovnice nezávisí na volbě souřadnic.
Příkladem souřadnicového zápisu tenzorů je popis metrického tenzoru pomocí sady čísel (resp. funkcí) {\displaystyle g_{ij}}, kde i,j jsou přirozená čísla, anebo popis Riemannova tenzoru křivosti pomocí jeho složek {\displaystyle \scriptstyle R_{jkl}^{i}}.

## Základy formalismu
Jednotlivé složky tenzorových veličin jsou značeny indexy, přičemž indexy nahoře se nazývají kontravariantní a odpovídají souřadnicím vektorů, kdežto indexy dole se nazývají kovariantní a odpovídají značení kovektorů (forem). V teorii relativity se zpravidla používá řeckých písmen a hodnot 0,...,3 pro indexování časoprostorových tenzorových veličin a latinských indexů 1,...,3 pro prostorové vektory a tenzory. Tenzorovou veličinou se rozumí tenzory, tenzorová pole, tenzorové hustoty a pole tenzorových hustot. Ve fyzice se rozdíl mezi tenzory a tenzorovými poli často nezdůrazňuje a mluví se o nich souhrnně jako o tenzorech.
Souřadnicový zápis je založen na užívání Einsteinova sumačního pravidla, tedy sčítání přes všechny hodnoty indexů, které jsou v jednom členu označeny stejně a mají opačnou polohu. Takové indexy se nazývají sčítací (anglicky „dummy indices“). Indexy, přes které se nesčítá, se nazývají volné.
V relativitě se často využívá faktu, že operujeme na prostoru s definovanou metrikou a skrz ni definovanou beztorzní metrickou konexí. Metrika umožňuje mj. tzv. zvedání a snižování indexů tenzorových veličin vysčítáním daného indexu s metrikou. Metrická konexe zase zavedení kovariantních derivací, jejichž aplikací se definuje většina obvyklých invariantních diferenciálních operátorů. Ve formalismu je ustálené značení obvykle se vyskytujících objektů, jako metrický tenzor, Kroneckerovo delta a Levi-Civitův tenzor.
Příklady:
Ai je v této notaci vektor, S je skalár a Rijkl je jednou kontravariantní a třikrát kovariantní tenzor čtvrtého řádu.
{\displaystyle A^{ij}B_{j}\equiv \sum _{j=1}^{3}{A^{ij}B_{j}}} (Einsteinovo sumační pravidlo.)

### Stručné zavedení metrického tenzoru
Metrický tenzor udává diferenciální nárůst vzdálenosti s při změně součadnic {\displaystyle x^{i}} podle vztahu
{\displaystyle \mathrm {d} s^{2}=g_{ij}(x^{k})\;\mathrm {d} x^{i}\mathrm {d} x^{j}.\,}
Vzdálenost se pak měří po křivce, podél které se tento vztah zintegruje. Metrický tenzor rovněž určuje velikost vektorů podle vztahu
{\displaystyle |A|^{2}\equiv g_{ij}\;A^{i}A^{j}.}
Běžně se zavádí také metrický tenzor v kontravariantním tvaru {\displaystyle g^{ij}}, který je definován vztahy
{\displaystyle g_{ij}g^{jk}=\delta _{i}^{k}.}

### Zvedání a snižování indexů
Kovariantní a kontravariantní vyjádření tenzorů jsou provázány následujícími dvěma vztahy (A je n-krát kontravariantní a m-krát kovariantní tenzor (m+n)-tého řádu, jehož k-tý index (vždy z příslušné skupiny indexů) snižujeme, resp. zvyšujeme):
{\displaystyle g_{i_{k}j}{A^{i_{1}\dots i_{(k-1)}i_{k}i_{(k+1)}\dots i_{n}}}_{i_{1}\dots i_{m}}={A^{i_{1}\dots i_{(k-1)}i_{(k+1)}\dots i_{n}}}_{i_{1}\dots i_{m}j}}
{\displaystyle g^{i_{k}j}{A^{i_{1}\dots i_{n}}}_{i_{1}\dots i_{(k-1)}i_{k}i_{(k+1)}\dots i_{m}}={A^{i_{1}\dots i_{n}j}}_{i_{1}\dots i_{(k-1)}i_{(k+1)}\dots i_{m}}}

## Další obvyklé objekty v souřadnicovém formalismu

### Kroneckerovo delta a Levi-Civitův symbol
Chceme-li, aby námi užívaný formalismus platil v libovolné souřadné soustavě, je potřeba definovat permutační znak a Kroneckerovo delta tak, aby šlo o tenzorové veličiny, a to s důrazem na správnou polohu indexů. Zpravidla se používá méně obecné zavedení.
{\displaystyle \delta _{j}^{i}=\left\{{\begin{matrix}1&{\mbox{je-li }}i=j\\0&{\mbox{je-li }}i\neq j\end{matrix}}\right.}
Takto definované Kroneckerovo delta se transformuje jako tenzor a má v každé souřadné soustavě stejný tvar.  Snížením nebo zvýšením indexu metrikou vidíme, že je totožné s metrickým tenzorem, neboť
{\displaystyle g_{ij}\delta _{k}^{j}=g_{ik},\,}
{\displaystyle g^{ik}\delta _{k}^{j}=g^{ij}.\,}
Požadavek nezávislosti na souřadné soustavě znemožňuje stejně jednoduché zavedení permutačního symbolu. Obecněji se proto v křivých prostorech zavádí podle následující definice:
{\displaystyle \varepsilon _{i_{1}i_{2}\dots i_{n}}={\sqrt {|g|}}} je-li {\displaystyle \scriptstyle i_{k}=k,\;\varepsilon _{i_{1}i_{2}\dots i_{n}}} je antisymetrické na každé dvojici indexů.
{\displaystyle \varepsilon ^{i_{1}i_{2}\dots i_{n}}={\frac {\operatorname {sgn} g}{\sqrt {|g|}}}} je-li {\displaystyle \scriptstyle i_{k}=k,\;\varepsilon ^{i_{1}i_{2}\dots i_{n}}} je antisymetrické na každé dvojici indexů.
{\displaystyle \scriptstyle g\equiv \det g_{ij}} je přitom determinant z metrického tenzoru. Tím, že definujeme {\displaystyle \scriptstyle \varepsilon } pro jedno uspořádání indexů a tím, že změní znaménko při záměně každých dvou indexů, je definice jednoznačná. Z ní také plyne, že pokud jsou dva indexy shodné, permutační symbol má nulovou hodnotu. Při této definici se {\displaystyle \scriptstyle \varepsilon } transformuje jako tenzor. Obvyklé je také zavedení {\displaystyle \scriptstyle \varepsilon _{i_{1}i_{2}\dots i_{n}}=\varepsilon ^{i_{1}i_{2}\dots i_{n}}=1} pro {\displaystyle i_{k}=k}, kde obětujeme tenzorové transformační vlastnosti za jednoduchost zápisu.
V rovném prostoru a kartézské souřadnicové soustavě obě definice přechází v klasické zavedení permutačního symbolu.

### Diferenciální operátory v souřadnicovém zápisu
Chceme-li souřadnicově zapsat vektorové (tenzorové) diferenciální operátory, zavádí se tzv. operátor čárky pro derivování podle souřadnic, a to následujícím způsobem:
{\displaystyle {A^{i_{1}\dots i_{n}}}_{j_{1}\dots j_{m},k}\equiv {\partial }_{k}{A^{i_{1}\dots i_{n}}}_{j_{1}\dots j_{m}}\equiv {\frac {{\partial A^{i_{1}\dots i_{n}}}_{j_{1}\dots j_{m}}}{\partial x^{k}}}.}
Pracujeme-li v souřadných soustavách, které mají nekonstantní metrický tenzor, prostá parciální derivace souřadnic tenzorového pole není tenzorové pole. Proto se v definici diferenciálních operátorů zavádí tzv. kovariantní derivace, která tuto vlastnost má. V souřadnicovém formalismu se zpravidla značí středníkem. Nejčastěji je definována přes Levi-Civitovu beztorzní konexi generovanou metrikou.

## Porovnání jednotlivých notací
V následující tabulce jsou porovnány vybrané identity ve vektorovém zápisu a v souřadnicovém zápisu. Předpokládá se trojrozměrný prostor s konstantním metrickým tenzorem. Pro Kartézské souřadnice navíc platí {\displaystyle g_{ij}=\delta _{ij}}.
| Pojmenování                 | Vektorový tvar                                          | Souřadnicový tvar                                              |
| --------------------------- | ------------------------------------------------------- | -------------------------------------------------------------- |
| Skalární součin vektorů     | {\displaystyle \mathbf {A} \cdot \mathbf {B} }          | {\displaystyle A^{i}B_{i}=g_{ik}A^{i}B^{k}=g^{ik}A_{i}B_{k}\,} |
| Vektorový součin vektorů    | {\displaystyle \mathbf {A} \times \mathbf {B} }         | {\displaystyle \varepsilon _{ijk}A^{j}B^{k}}                   |
| Gradient skalárního pole    | {\displaystyle \nabla \phi (\mathbf {r} )}              | {\displaystyle \phi (x^{i})_{,j}\,}                            |
| Divergence vektorového pole | {\displaystyle \nabla \cdot \mathbf {A} (\mathbf {r} )} | {\displaystyle {A^{j}}_{,j}\left(=A^{j}(x^{i})_{,j}\right)\,}  |